# Gottfried Stutz
Gottfried Stutz, gesprochen Gopfrid Stutz, auch unterdrückt Gopf, ist eine weit verbreitete schweizerdeutsche Interjektion, die als mildes Fluchwort oder Ausruf der Verblüffung gebraucht wird.

## Herkunft
Gottfried und Gopf sind Euphemismen für Gott verdamme mich. Weitere Hüllwörter gleichen Ursprungs sind etwa gopferdeckel, gopferteli und gopfertoori. Erstmals nachzuweisen ist Gottfried Stutz in der Basler Studentensprache der vorletzten Jahrhundertwende.

## In Film, Musik und Medien
Anspielungen auf diese Redewendung sind vielfach in künstlerischer Verarbeitung zu finden, in neuerer Zeit beispielsweise in dem Film «Herr Gottfried und Frau Stutz» von Ueli Beck oder in den Charthits «Kiosk» der Schweizer Dialekt-Rockgruppe Rumpelstilz (Refrain: Bini Gottfried Stutz e Kiosk? Oder bini öppen e Bank? Oder gseehni uus wines Hotel? Oder wine Kasseschrank; Text: Polo Hofer) bzw. «Söll emal cho!» des Schweizer Gesangstrios Trio Eugster (Refrain: Dä söll emal choo! Gopfridstutz und Schtärneföifi, nei das gaht doch nöd eso). Die Schweizer Boulevard-Zeitung «Blick» lancierte eine 1-Franken-Werbekampagne als «Gopfried-Stutz-Aktion». Stutz ist hier eine zusätzliche Anspielung auf die umgangssprachliche Bezeichnung für den Schweizer Franken.